# Varun Dhawan

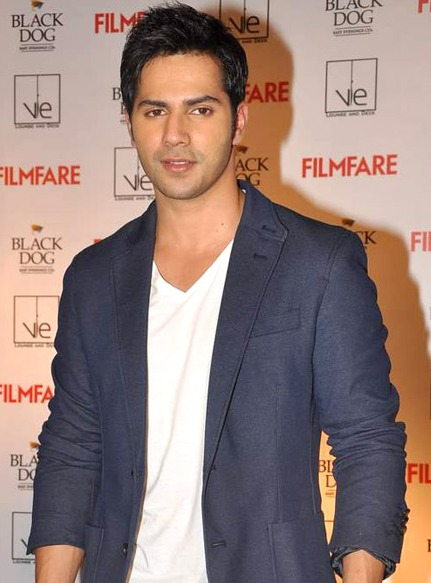
Varun Dhawan 2012

Varun Dhawan (* 24. April 1987) ist ein indischer Schauspieler. Er gab 2012 sein Filmdebüt in Karan Johars Film Student of the Year.

## Leben
Varun Dhawan ist der Sohn des Regisseurs David Dhawan und seiner Frau Kurana. Sein älterer Bruder Rohit ist wie sein Vater Filmregisseur. Varun studierte in England Management und arbeitete in Karan Johars My Name Is Khan als Regieassistent.

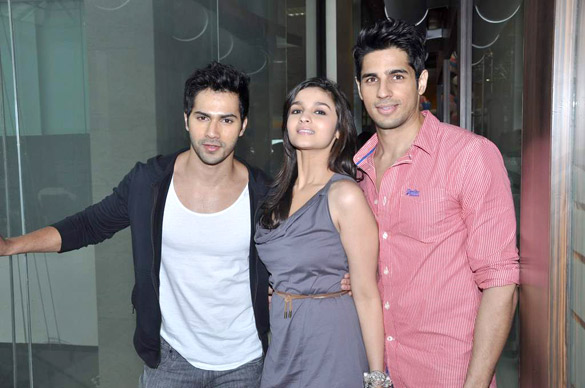
Varun Dhawan mit seinen Co-Stars aus Student of the Year Alia Bhatt und Sidharth Malhotra

Zwei Jahre später gab Dhawan sein Debüt in dem romantischen Film Student of the Year neben den zwei anderen Newcomern Alia Bhatt und Sidharth Malhotra. Der Film wurde ein großer Erfolg und die jungen Darsteller wurden als vielversprechend betitelt. In Liebeschaos (Main Tera Hero) spielte er die Hauptrolle in dem Telugu-Remake Kandireega mit Ileana D’Cruz, Nargis Fakhri. Sein Vater David Dhawan übernahm die Regie. In seinem nächsten Film Humpty Sharma Ki Dulhania war er wieder mit Alia Bhatt, seinem Co-Star aus Student of the Year, zu sehen. Der Film ist eine Tribute des Filmes Dilwale Dulhania Le Jayenge mit Kajol und Shah Rukh Khan in den Hauptrollen, der seit über 20 Jahren im Kino läuft.
In dem Krimi Thriller Badlapur möchte sich Dhawans Charakter Raghu nach 15 Jahren an den Mörder seiner Frau und seinen Sohn rächen. Nawazuddin Siddiqui spielt den Antagonisten Liak Tungrekar, der während eines Banküberfalls für den Tod seiner Familie verantwortlich ist. Während seines Rachezuges wird Varuns Charakter Raghu mehrfacher Mörder und kommt davon. Dhawan äußerte, dass es ihm mental nicht gut ging, als er für den Film drehte, weil es ihn sehr mitnahm. Der Film basiert auf einer wahren Begebenheit, die 1990 stattfand.

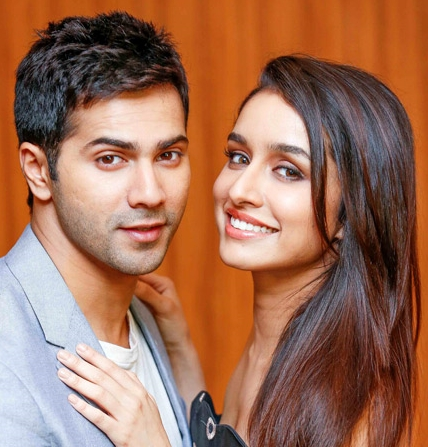
Dhawan mit seinem Co-star Shraddha Kapoor aus ABCD 2, 2015

Am 16. Juni 2015 erschien sein nächster Film ABCD 2, das von Disney vertrieben wurde. Neben Varun ist als weiteres Shraddha Kapoor in dem Tanzfilm zu sehen, welcher sich auf das Ereignis von Suresh Mukund, einem Tänzer aus Mumbai, der 2012 bei den World Hip Hop Dance Championship gewann, zurückführen lässt.

## Filmografie
- 2010: My Name Is Khan (Regieassistent)
- 2012: Student of the Year
- 2014: Liebeschaos (Main Tera Hero)
- 2014: Humpty Sharma Ki Dulhania
- 2015: Badlapur
- 2015: ABCD 2
- 2015: Dilwale
- 2016: Dishoom
- 2017: Badrinath ki Dulhania
- 2017: Judwaa 2
- 2018: October
- 2019: Kalank
- 2020: Street Dancer 3D
- 2020: Coolie No. 1
- 2022: Jugjugg Jeeyo
- 2022: Bhediya
- 2023: Bawaal
- 2024: Baby John

### Serien
- 2024: Citadel: Honey Bunny (6 Folgen)